# Aïn Zouit
Aïn Zouit è un comune dell'Algeria, situato nella provincia di Skikda.